# 신촌본포로
신촌본포로(Sinchonbonpo-ro)는 경상남도 창원시 의창구 북면 북면사무소앞 교차로와 창원시 의창구 동읍본포교차로 를잇는 도로이다.

## 주요 경유지
경상남도
- 창원시 의창구 (북면 . 동읍)

## 노선
| 이름                | 접속 노선                | 소재지 | 소재지 | 소재지 | 비고                 |
| ------------------- | ------------------------ | ------ | ------ | ------ | -------------------- |
| 북면사무소앞 교차로 | 천주로                   | 창원시 | 의창구 | 북면   |                      |
| (이름없음)          | 천주로1184번길           | 창원시 | 의창구 | 북면   |                      |
| 마산 교차로         | 국도 제79호선 (정렬대로) | 창원시 | 의창구 | 북면   | 국도 제79호선과 중복 |
| 월계 교차로         |                          | 창원시 | 의창구 | 북면   | 국도 제79호선과 중복 |
| 본포 교차로         | 낙동로 동읍로            | 창원시 | 의창구 | 동읍   |                      |